# Antoine-Joseph Jobert de Lamballe
Pour les articles homonymes, voir Jobert.
Antoine-Joseph Jobert, né le 17 décembre 1799 à Matignon en Bretagne et mort le 19 avril 1867 à Passy, est professeur d'anatomie et gynécologue français. Il est le chirurgien personnel de Louis-Philippe et de Napoléon III. Il est l'un des pionniers de l'anesthésie générale en France en utilisant l'éther.

## Biographie
Antoine-Joseph Jobert (dit "de Lamballe"), fils d'un pauvre ouvrier chapelier venu habiter à Lamballe, mais mort jeune, il fut comme les 7 autres enfants du couple, élevé par sa mère, aidée par des personnes charitables dont un médecin, qui lui donne la vocation pour le devenir lui aussi.
Grâce au legs d'un prêtre de Lamballe, il étudie la médecine à Paris. Il est interne des Hôpitaux de Paris en 1821, élève de Richerand et de Jules Cloquet. Il est prosecteur et devient chirurgien des Hôpitaux en 1829, chirurgien à l'Hôpital Saint-Louis en 1830, puis professeur agrégé d’anatomie en 1831.
Il est connu pour son utilisation magistrale de l'autoplastie, la réparation des parties malades par les tissus sains avoisinants, et surtout pour l'opération qu'il appelait élitroplastie corrigeant la fistule vésico-vaginale. Il a donné une impulsion à la thérapeutique des affections de l'utérus et de ses annexes. Il fut le premier à pratiquer la cystoplastie par glissement pour guérir la fistule vésico-vaginale. Il décrit des procédés de cure chirurgicale de diverses fistules et le rétablissement des fonctions des organes urinaires qui ont subi des opérations autoplastiques.
Il a été élu à l'Académie de médecine en 1840 (il en devint le président en 1855) et à l'Académie des sciences en 1856. Son ascension sociale fut rapide, disposant d'une patientèle aisée, il devint le chirurgien personnel de Napoléon III. Poussé par le pouvoir impérial, il fut élu en 1861 conseiller général dès Côtes-du-Nord. 
Il meurt de paralysie générale le 19 avril 1867, ayant probablement contracté la syphilis en se blessant en opérant une patiente, dans la clinique du docteur Blanche à Passy, où il était en traitement pour désordre mental.
Inhumé au cimetière de Montmartre il fut transféré au cimetière de Lamballe.

## Éponymie
Son nom est attaché à trois éléments chirurgicaux: 
- Fosse de Jobert : fosse située dans la région poplitée délimitée au-dessus du muscle grand adducteur et en dessous du muscle gracile et du sartorius.
- Opération de Jobert : fermeture autoplastique de la fistule vésico-vaginale.
- Suture de Jobert : suture entrecoupée de diverses sortes pour un intestin divisé, l'extrémité supérieure étant invaginé dans la partie inférieure.

Il a été le premier chirurgien en France à faire des anesthésies générales.

## Œuvres et publications
- Mémoire sur les plaies du canal intestinal, Villeret, Paris, 1826, lire en ligne sur Gallica.
- Traité théorique et pratique des maladies chirurgicales du canal intestinal, 1829.
- Plaies d'armes à feu, mémoire sur la cautérisation et description d'un speculum à bascule, Béchet, Paris, 1833, lire en ligne sur Gallica.
- Études sur le système nerveux, A. Devénois, Paris, 1838:

1. Tome premier, lire en ligne sur Gallica.
2. Tome second,  lire en ligne sur Gallica.

- Traité de chirurgie plastique, Paris, J.-B. Baillière, 1849:

1. Tome premier, Texte intégral.
2. Tome second, Texte intégral.
3. Atlas, Texte intégral.

- Traité des fistules vésico-utérines, vésico-utero-vaginales, entéro-vaginales, recto-vaginales, J.-B. Baillière, Paris, 1852, lire en ligne sur Gallica
- De la réunion en chirurgie, J.-B. Baillière et fils, Paris, 1864, lire en ligne sur Gallica.

En collaboration
Il a cosigné avec le chirurgien et gynécologue Jacques Lisfranc (1790-1847), un Précis de Médecine opératoire (1845-1848, 3 volumes in-8).